# Anumeta straminea
Anumeta straminea là một loài bướm đêm thuộc họ Erebidae. Nó được tìm thấy ở Sahara và sa mạc Arabian tới Bahrain và miền bắc Oman. Furthermore, nó được tìm thấy ở thung lũng Arava và vùng Biển Chết của Israel.
Có hai lứa trưởng thành một năm in Africa và one in the Middle East. Con trưởng thành bay từ tháng 12 đến tháng 3.
Ấu trùng ăn các loài Calligonum.